# Cory Burke
Cory Lamar Crossgill Burke (ur. 28 grudnia 1991 w Kingstonie) – jamajski piłkarz grający na pozycji napastnika w klubie New York Red Bulls oraz reprezentacji Jamajki.

## Kariera klubowa
Pierwszą drużyną w karierze Burke'a był jamajski klub Rivoli United. W 2016 roku trafił do zespołu rezerw Philadelphii Union. W dorosłej drużynie zadebiutował w 2018 roku. W 2020 zdobył Supporters' Shield (najlepsza drużyna w sezonie zasadniczym MLS). Z klubu był kilkukrotnie wypożyczany, m.in. do austriackiego SKN St. Pölten. W sumie w Philadelphii Union rozegrał we wszystkich rozgrywkach 110 meczów, zdobywając 30 bramek. W 2023 przeniósł się do New York Red Bulls.

## Kariera reprezentacyjna
W reprezentacji Jamajki zadebiutował 6 września 2016 w meczu z Haiti. Pierwszą bramkę w drużynie narodowej zdobył 11 października 2016 przeciwko Gujanie. Znalazł się w kadrze Jamajki na Złoty Puchar CONCACAF 2017, gdzie zdobył z drużyną srebrny medal. Wystąpił także na Złotym Pucharze 2021 oraz 2023. W Lidze Narodów 2023/2024 zajął z Jamajką trzecie miejsce.

## Sukcesy

### Philadelphia Union
- Supporters' Shield: 2020

### Reprezentacja Jamajki
- Złoty Puchar CONCACAF
  -  2017

- Liga Narodów CONCACAF
  -  2023/2024